# Caraglio
Caraglio (piemontiul: Caraj) település Olaszországban, Piemont régióban, Cuneo megyében. Lakosainak száma 6747 fő (2023. január 1.). Caraglio Bernezzo, Busca, Cervasca, Cuneo, Dronero, Montemale di Cuneo és Valgrana községekkel határos.

## Népesség
A település népessége az elmúlt években az alábbi módon változott:
| Lakosok száma | 6818 | 6782 | 6747 |
|               | 2017 | 2018 | 2023 |